# Stella Chesang
Pour les articles homonymes, voir Chesang.
Stella Chesang (née le 1er décembre 1996 dans le district de Kween) est une athlète ougandaise, spécialiste des courses de fond.

## Biographie
Elle s'illustre également en course en montagne. En 2014, elle devient championne du monde junior de course en montagne puis remporte le titre de championne d'Afrique de course en montagne en terminant deuxième de la course de montagne du Ranch Obudu derrière l'Éthiopienne Genet Yalew qui court hors-championnat. Le 19 septembre 2015, elle devient championne du monde de course en montagne à Betws-y-Coed en terminant devant les favorites locales.
Elle remporte le titre du 10 000 mètres des Jeux du Commonwealth 2018 à Gold Coast, en Australie, dans le temps de 31 min 45 s 30.
Elle se classe 16e des championnats du monde 2019 à Doha sur 10 000 m.
Le 23 avril 2023, elle s'essaie à la distance du marathon à Hambourg. Elle s'y classe troisième en 2 h 20 min 23 s, établissant ainsi un nouveau record national de la distance.
Elle est médaillée de bronze par équipe lors des Championnats du monde de cross-country 2023.

## Palmarès
| Date | Compétition           | Lieu       | Résultat | Épreuve  | Temps          |
| ---- | --------------------- | ---------- | -------- | -------- | -------------- |
| 2018 | Jeux du Commonwealth  | Gold Coast | 1re      | 10 000 m | 31 min 45 s 30 |
| 2019 | Championnats du monde | Doha       | 16e      | 10 000 m | 32 min 15 s 20 |
| 2022 | Championnats du monde | Eugene     | 14e      | 10 000 m | 31 min 01 s 04 |
| 2024 | Jeux olympiques       | Paris      | 8e       | Marathon | 2 h 26 min 1 s |

### Course en montagne
| no  | féminin       | Course                                       | Longueur | Départ            | Temps          |
| --- | ------------- | -------------------------------------------- | -------- | ----------------- | -------------- |
| 2e  | Médaille d'or | Championnats d'Afrique de course en montagne | 8,6 km   | 8 novembre 2014   | 1 h 1 min 31 s |
| 1re | Médaille d'or | Championnats du monde de course en montagne  | 8,9 km   | 19 septembre 2015 | 37 min 52 s    |

## Records
| Épreuve       | Temps                | Lieu      | Date              |
| ------------- | -------------------- | --------- | ----------------- |
| 5 000 m       | 15 min 0 s 72        | Hengelo   | 9 juin 2019       |
| 10 000 m      | 31 min 1 s 04        | Eugene    | 3 mars 2018       |
| 10 kilomètres | 30 min 40 s          | Le Cap    | 15 mai 2022       |
| 15 kilomètres | 47 min 19 s          | Nimègue   | 18 novembre 2018  |
| Semi-marathon | 1 h 8 min 11 s (RN)  | New Dehli | 16 octobre 2022   |
| Marathon      | 2 h 18 min 26 s (RN) | Valence   | 1er décembre 2024 |